# Fiqri Dine
Fiqri Dine (5 mai 1897 ou 3 août 1897 - 26 novembre 1960) est un Premier ministre du gouvernement albanais sous domination nazie. Il était le chef du clan Dine de la ville de Debar.

## Biographie

### Premier ministre
Bien qu'il fût choisi comme Premier ministre d'Albanie, Dine fut principalement influencé par Mehdi Frashëri et Abaz Kupi. Frashëri, utilisant la connexion de Dine avec les Legaliteti, demanda que Kupi rejoigne le gouvernement. Kupi accepta après l'attaque de son territoire par des partisans albanais. Cependant, les Allemands refusèrent d'accepter le cabinet proposé par Dine et Mehdi Frashëri ou le choix de Frashëri de succéder à Fuat Dibra, décédé en février, en tant que régent. Dine et Frasheri proposèrent qu'une coalition Gheg soit formée. Le plan était de coordonner la force des balistes et des zogistes et, en coopération avec les Allemands, de repousser les communistes. En même temps, ils espéraient convaincre les Alliés qu'ils agissaient au nom d'une Albanie indépendante et méritaient donc, sinon un soutien allié direct, du moins un répit de la résistance alliée active. Les premières opérations militaires contre les partisans ont apparemment été couronnées de succès. Les Allemands et les forces zogistes, sans coopérer directement, parvinrent à chasser les partisans de Mati fin juillet. Les forces de Mehmet Shehu contrôlant Debar forcèrent les partisans à battre en retraite pour le moment. Cependant, les forces alliées commencèrent à larguer des fournitures sur le territoire des partisans et à les aider pour la reconstruction d'une nouvelle offensive. Le pari Balliste-Zogiste avait échoué. Une série d'événements internationaux inquiétants au cours des derniers jours d'août ont clairement montré, même aux Albanais les plus pro-allemands, que l'occupation allemande de l'Albanie prendrait bientôt fin. L'élite allemande en Albanie se méfiait de Dine et Frasheri. Martin Schliep et Josef Fitzthum, furieux après avoir découvert le contact de Dine avec les Alliés, le remplacèrent par Ibrahim Biçakçiu le 29 août 1944. Dine ne fut Premier ministre que 43 jours.

### Après-guerre
Après la guerre, en compagnie de Muharrem Bajraktari (en), il travailla pour le Comité albanais à Paris. Il avait fui la Yougoslavie pour la Belgique, où il décéda le 26 novembre 1960, à l'âge de 63 ans.